# Prieuré de Fontaineroux
Le prieuré de Fontaineroux est un ancien édifice religieux catholique situé à Héricy, en France. Sa chapelle de Fontaineroux est inscrite aux monuments historiques depuis 1926.

## Statut patrimonial et juridique
La chapelle fait l’objet d’une inscription au titre des monuments historiques depuis 1926.